# بوری، کبک
بوری (به فرانسوی: Bury) شهری در منطقه شهری لواو-سن-فرانسوا ناحیه استری در استان کبک کانادا است. در سرشماری سال ۲۰۱۱ این شهر ۱٬۱۸۷ نفر جمعیت داشته‌است و مساحت آن ۲۳۲٫۵۲ کیلومتر مربع است.